# Aspidopterys balakrishnanii
Aspidopterys balakrishnanii là một loài thực vật có hoa trong họ Malpighiaceae. Loài này được R.C.Srivast. mô tả khoa học đầu tiên năm 1983.